# Thomas Geissmann
Thomas Geissmann (Aarau, 28 ottobre 1957) è uno zoologo svizzero.

## Biografia
Conseguì il dottorato nel 1993 come Dr. phil. nat. presso l'Università di Zurigo e completò la sua abilitazione nel 2003 presso l'Università di Medicina Veterinaria di Hannover. Dal 2003 è Research Associate presso l'Istituto di Antropologia dell'Università di Zurigo (Svizzera).
Thomas Geissmann ha intrapreso numerose spedizioni di ricerca primatologica in Africa, Madagascar e soprattutto nel Sud-est asiatico, dove dal 1990 raccoglie dati sul campo in quasi tutti i paesi in cui vivono i gibboni. Tra le sue pubblicazioni scientifiche figurano opere su svariati argomenti di antropologia e primatologia. I suoi principali argomenti di ricerca riguardano la biologia comparata, la protezione dei gibboni (scimmie antropomorfe della famiglia Hylobatidae) e l'evoluzione della comunicazione dei primati. I risultati delle sue ricerche e un elenco completo delle pubblicazioni possono essere visualizzati sul sito web del Gibbon Research Lab.
Thomas Geissmann è fondatore e curatore del Gibbon Journal (ISSN 1661-707X) e promotore della Gibbon Conservation Alliance.
Assieme ai suoi collaboratori, Thomas Geissmann ha descritto per la prima volta due nuove specie di lemuri, l'avahi di Sambirano (Avahi unicolor) e l'avahi di Bemaraha (Avahi cleesei), nonché il rinopiteco di Stryker (Rhinopithecus strykeri).
Nel dicembre 2003, Geissmann tenne una conferenza presso l'Istituto di antropologia dell'Università di Zurigo nella quale parlò dell'imminente rischio di estinzione che corrono diverse specie di gibboni, sottolineando che i gibboni e le minacce che corrono sono in gran parte sconosciuti al pubblico. Successivamente, alcuni studenti dell'Istituto di antropologia decisero di fare qualcosa per proteggere i gibboni insieme a Geissmann. Hanno fondato così la Gibbon Conservation Alliance, un'organizzazione senza scopo di lucro che opera per proteggere i gibboni, promuovere la ricerca sulla biologia di questi primati ed educare il pubblico sui gibboni e sulla loro grave condizione di conservazione.

## Pubblicazioni
- Thomas Geissmann, Multiple births in catarrhine monkeys and apes - A review, Firenze, Editrice Il Sedicesimo, 1989,  p. 78, ISBN 1-903703-03-4.
- Thomas Geissmann, Nguyen Xuan Dang, Nicolas Lormée e Frank Momberg, Vietnam Primate Conservation Status Review 2000 - Part 1: Gibbons, Hanoi, Fauna & Flora International, Indochina Programme, 2000,  p. 130, ISBN 1-903703-03-4.
- Thomas Geissmann, Verhaltensbiologische Forschungsmethoden: Eine Einführung, Münster, Schüling, 2002,  p. 60, ISBN 3-934849-64-4.
- Thomas Geissmann, Gibbons: communication, radiation and conservation biology of the forgotten apes, Hannover, 2002,  p. 57.
- Thomas Geissmann, Vergleichende Primatologie, Heidelberg/New York, Springer, 2003,  pp. XII + 357, ISBN 3-540-43645-6.
- Thomas Geissmann, Mark E. Grindley, Ngwe Lwin, Saw Soe Aung, Thet Naing Aung, Saw Blaw Htoo e Frank Momberg, The conservation status of hoolock gibbons in Myanmar, Zurigo, Gibbon Conservation Alliance, 2013,  pp. xii + 157, ISBN 978-3-033-04358-9.
- Thomas Geissmann, Gibbons - Die singenden Menschenaffen / Gibbons - The singing apes, Zurigo, Istituto di antropologia e Museo dell'Università di Zurigo e Gibbon Conservation Alliance, 2014,  p. 48, ISBN 978-3-033-04475-3.